# Clayton Love
Clayton D. Love Jr. (* 16. November 1927 in Mattson, Mississippi, USA; † 28. Februar 2010 in St. Louis, Missouri, USA) war ein US-amerikanischer Bluespianist, der Anfang der 1950er Jahre seine eigene Band The Shufflers leitete. Später war er Sänger in Ike Turners Band Kings of Rhythm.

## Biografie
Geboren 1927 in Mattson, Mississippi, wuchs Love in Clarksdale, Mississippi, auf. Während seiner Schulzeit spielte er Posaune und Trommel in einer Marching Band. Als eine neue Swingband gegründet wurde, übernahm er den Part am Klavier, das zu „seinem“ Instrument wurde. Mit sechzehn Jahren begann er 1944 seinen Wehrdienst in der US Navy zu leisten, wo er seine Klavierkenntnisse weiter entwickelte.
Nach seiner Entlassung studierte er am Alcorn Agricultural and Mechanical College in der Nähe von Vicksburg. Er begann mit seiner Band, den Shufflers, in Clubs in Vicksburg aufzutreten, bevor er 1949 seinen Abschluss machte. Sein Cousin, Bandleader Earl Reed, empfahl ihn der Inhaberin von Trumpet Records, Lillian McMurry, und er nahm 1951 zum ersten Mal für das Label auf. Im nächsten Jahr machte er mit der Band von Raymond Hill Aufnahmen für Aladdin Records und nahm in den folgenden Jahren auch für die Labels Modern und Groove auf.
Mitte der 1950er Jahre zog er nach St. Louis und schloss sich Ike Turners Kings of Rhythm an, wo er Lead-Vocals auf den Tracks Do You Mean It, She Made My Blood Run Cold und The Big Question sang. Er nahm auch unter seinem eigenen Namen für Bobbin Records auf, unterstützt von einer Band unter der Leitung von Bassist Roosevelt Marks. 1972 machte er einen Master-Abschluss an der Saint Louis University und unterrichtete dann an Grundschulen im öffentlichen Schulsystem von St. Louis.
1991 nahm er mit den Klavierkollegen Johnnie Johnson und Jimmy Vaughn das Album Rockin’ Eighty-Eights auf.
Clayton Love starb am 28. Februar 2010 in St. Louis.